# Turó de les Guàrdies
El Turó de les Guàrdies és una muntanya de 136 metres que es troba al municipi de Castellbisbal, a la comarca del Vallès Occidental.